# The Second Wife
The Second Wife è un cortometraggio muto del 1914 diretto da Oscar Eagle. Prodotto dalla Selig, il film aveva come interpreti Harold Vosburgh, Alma Russell e Baby Ruth Hazlette.

## Trama
Tom conserva sempre nel suo cuore il ricordo della prima moglie anche se ha sposato in seconde nozze Betty. Lei, ben presto, si accorge della cosa: benché si dimostri sinceramente affezionata alla figlia di Tom, la piccola Gladys, sente di essere respinta dalla bambina il cui comportamento trova l'appoggio del padre. Betty, umiliata, tenta in tutti i modi di conquistare la piccola, vincendone alla fine l'amore. Ma un incidente sembra affossare i suoi sforzi; un giorno il marito, che fa il gioielliere, le affida un prezioso pacchetto ma lei, presa dai preparativi di una festa mascherata dove Gladys deve apparire vestita da fata, dimentica il pacchetto che finisce tra i rifiuti. Tom, fortemente irritato per la distrazione della moglie, la rimprovera duramente. Gladys, tornata a casa, trova Betty in lacrime. La bambina si attiva subito per risolvere la situazione: traccia la catena degli eventi che - come si scopre - ha portato il prezioso pacchetto in una fornace per bruciare i rifiuti. Prima che l'inevitabile accada, Betty - a costo di gravi ustioni - riesce a salvare il pacchetto. Tom, venuto a sapere di quello che la moglie ha rischiato, si pente profondamente rendendosi conto che Betty è veramente degna del suo amore.

## Produzione
Il film fu prodotto dalla Selig Polyscope Company.

## Distribuzione
Distribuito dalla General Film Company, il film - un cortometraggio in una bobina - uscì nelle sale cinematografiche statunitensi il 21 aprile 1914.